# أوتافيا تشيستونارو
أوتافيا تشيستونارو (من مواليد 12 يناير 1995) هي لاعبة ألعاب قوى إيطالية في رياضة القفز طويل و القفز الثلاثي، فازت في بطولة بلادها الوطنية للكبار خمس مرات، واحتلت المرتبة 60 في قائمة أفضل 33 لاعبة في العالم في نهاية موسم 2017 داخل الصالات. كما فازت بميدالية ذهبية فردية على مستوى الناشئين في بطولة أوروبا لألعاب القوى للناشئين 2013 التي أقيمت في رييتي.

## مسيرتها الرياضية
فازت ببطولة بلادها الوطنية للكبار خمس مرات، واحتلت المركز الثالث والثلاثين ضمن أفضل 60 لاعبة في العالم في قائمة الاتحاد الدولي لألعاب القوى بنهاية موسم 2017 داخل الصالات المغلقة. كما فازت بميدالية ذهبية فردية على مستوى الناشئين في بطولة أوروبا لألعاب القوى للناشئين 2013 التي أقيمت في رييتي.

## حياتها الشخصية
هي مخطوبة للاعب اتحاد الرجبي ماركو زانون.